# Exalphus simplex
Exalphus simplex es una especie de escarabajo longicornio del género Exalphus, tribu Acanthoderini, subfamilia Lamiinae. Fue descrita científicamente por Galileo & Martins en 1998.
La especie se mantiene activa durante el mes de julio.

## Descripción
Mide 10,8 milímetros de longitud.

## Distribución
Se distribuye por Ecuador.